# Culture Vicús
La culture Vicús (du nom d’une petite localité du nord du Pérou, située à environ 40 kilomètres à l’est de la ville de Piura), datée du Ve siècle av. J.-C. au VIe siècle apr. J.-C. approximativement, appartient à l’ensemble des cultures dites «classiques» du Pérou préhispanique. Elle occupait une aire encore archéologiquement mal définie, dont le centre paraît avoir été la haute vallée de Piura mais qui s’étendait sans doute, vers le nord, jusqu’au sud de l’Équateur actuel et, vers le sud, jusqu’à la vallée de Lambayeque.

## Art Vicús

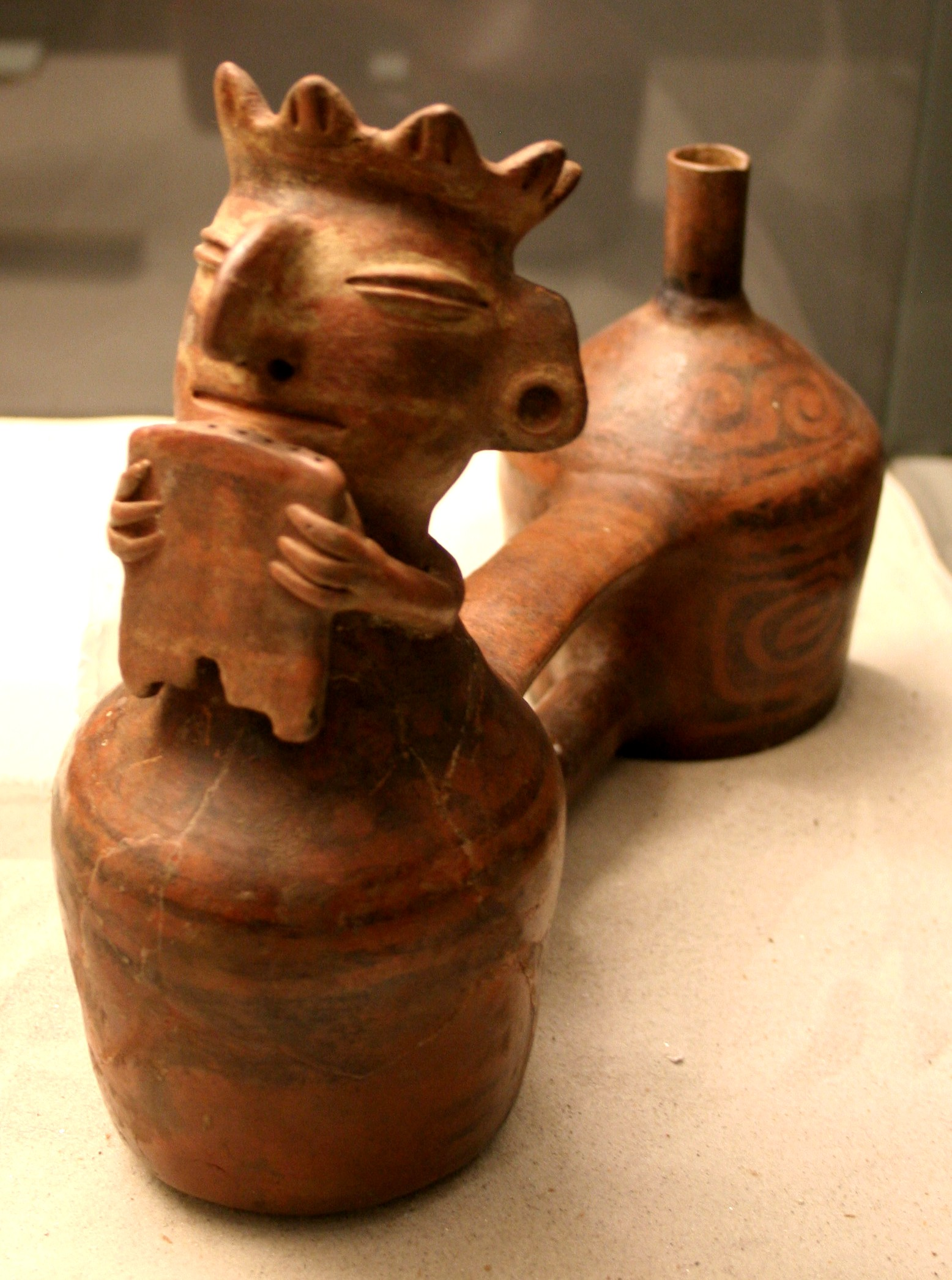
Vase-étrier anthropomorphe, Roemer und Pelizaeusmuseum, Hildesheim

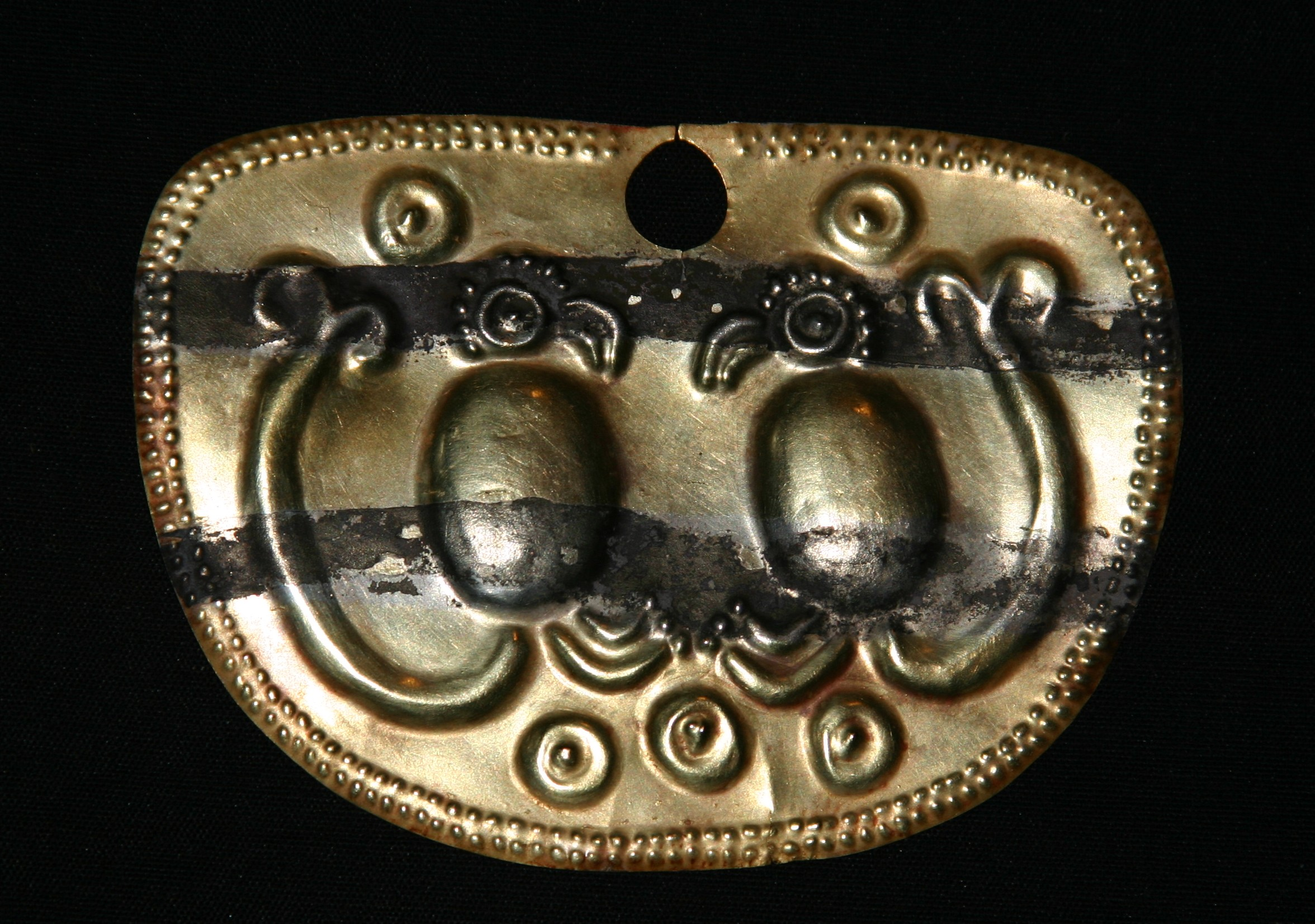
Nariguera, or et bandes d'argent
Vicus-Moche 200 av. J.-C. - 100 ap. J.-C.
Lombards Museum

La richesse et la diversité de son art, découvert vers les années 1960 seulement à l’occasion du pillage clandestin de centaines de tombes, laissent supposer deux origines distinctes, l’une peut-être en Équateur, l’autre locale. La production céramique Vicús témoigne en effet de deux traditions stylistiques qui, bien que toutes deux représentées dans les mêmes contextes funéraires et donc plus ou moins contemporaines, sont entièrement différentes.
La première, Vicús-Vicús, proche des styles équatoriens, se singularise par une céramique d’aspect fruste. Loin du naturalisme soigné de la céramique mochica, les poteries Vicús tirent leur expressivité d'assemblages de volumes et de formes simples. Le traitement des visages est caractéristique, avec des nez busqués, des yeux aux paupières proéminentes et de larges oreilles. La facture grossière et le peu d'importance accordé aux proportions donne cependant à ces pièces une plus grande force émotionnelle que beaucoup de représentations parfaites de la céramique Mochica. Les représentations chamaniques de personnages ou d’animaux sont les plus courantes, grossièrement modelées et décorées par un enfumage en négatif rehaussé de peinture blanche.
La seconde tradition, Vicús-Moche, montre une facture et des formes qui semblent directement issues du style Mochica. Selon l’archéologue péruvien Luis Lumbreras, les Mochicas, plus avancés socialement et politiquement, auraient pu soumettre les gens de Vicús et leur imposer un style artistique «officiel». La région de Vicús a, de toute manière, constitué durant des siècles un important carrefour d’échanges entre le nord du Pérou, le sud de l’Équateur et même le sud de la Colombie. Ce caractère d’aire de contact est particulièrement sensible au travers de la production métallurgique dans laquelle excellaient les artisans de Vicús. D’innombrables objets et parures furent façonnés notamment en cuivre, en bronze arsenical et en alliage or-cuivre. Ils reflètent, dans les techniques utilisées comme dans les formes, l’influence de diverses aires stylistiques plus méridionales ou septentrionales.